# Проспект Миру (Хмельницький)
Проспе́кт Ми́ру — одна з головних магістралей міста та мікрорайону Виставка (Заріччя), пролягає від західної (виїзд на Західно-Окружну) до східної (виїзд на Вінницьке шосе) його околиць.

## Історія
Виник на початку 1960-х років, коли на північ від міста розпочалася забудова невеличкого житлового масиву (т. зв. «Посьолок Мирний») для службовців 17-ї дивізії. Згодом це дало початок нового багатоповерхового мікрорайону Виставка.

## Заклади та установи

### Хмельницька телевежа
На найвищій точці міста у 1968 році збудовано телеретранслятор заввишки 100 м. У 1980 році його демонтували, а поруч звели нову телевежу висотою 200 м.

### Проспект Миру, 55. Костел Христа Царя Всесвіту
Костел Христа Царя Всесвіту — головний римо-католицький храм міста. Спорудження розпочалося на початку 1990-х років, освячено новозбудований костел у 1995 році. На території храму Христа Царя Всесвіту у 2014 році встановлено пам'ятник відомому релігійному і духовному діячу XX століття — Папі Римському Івану Павлу II. Урочисте відкриття пам'ятника відбулося 31 серпня 2014 року.

### Проспект Миру, 59
Сучасний комплекс споруд Будинку преси, споруджений наприкінці 1980-х років, який вмістив в себе видавництво «Поділля» (засноване 1975 року) з потужним поліграфічним виробництвом, а також редакції обласних газет («Подільські вісті» та ін.)

### Проспект Миру, 69. Взуттєва фабрика ВАТ «Взутекс»
Фабрика стала до ладу 1945 року, розташовувалася у невеличкому приміщенні в старій одноповерховій будівлі на центральній вулиці міста (нині будівля знесена — на її місці алеї скверу імені Шевченка). У 1974 році взуттєва фабрика почала працювати у нових корпусах, побудованих на проспекті Миру. У 1994 році на базі фабрики створене ВАТ «Взутекс». Нині частина адміністративного корпусу підприємства віддано під торгові заклади, а прилегла територія — під ринок. Це дозволило утворити один з найбільших торговельних комплексів мікрорайону Виставка.

### Площа Свободи
Сформувалася одразу після того, як у 1976 році тут було відкрито кінотеатр «Сілістра» (названий на честь болгарського міста-побратима). Згодом біля нього побудували гастроном, комплекс ресторанів та кафе, а саму площу прикрасила композиція металевих фігур заслуженого художника України Миколи Мазура. В 1983 році майдан отримав назву Площа Героїв Сталінграду.
Але вона так й не прижилася, і на початку 1990-х років була скасована. В 2000 році на базі кінотеатру «Сілістра» створений культурно-оздоровчий комплекс «СВ». У березні 2017 року Хмельницька міська рада дала площі іншу назву — Свободи.

### Проспект Миру, 99-101. Інститут Міжрегіональної академії управління персоналом
У листопаді 1998 року відкрито філію Міжрегіональної академії управління персоналом (МАУП). В 2003 році на базі філії створений Хмельницький інститут МАУП, який того ж року переїхав на проспект Миру у просторі приміщення колишнього адміністративного корпусу заводу «Темп».

### Меморіал Вічної Слави

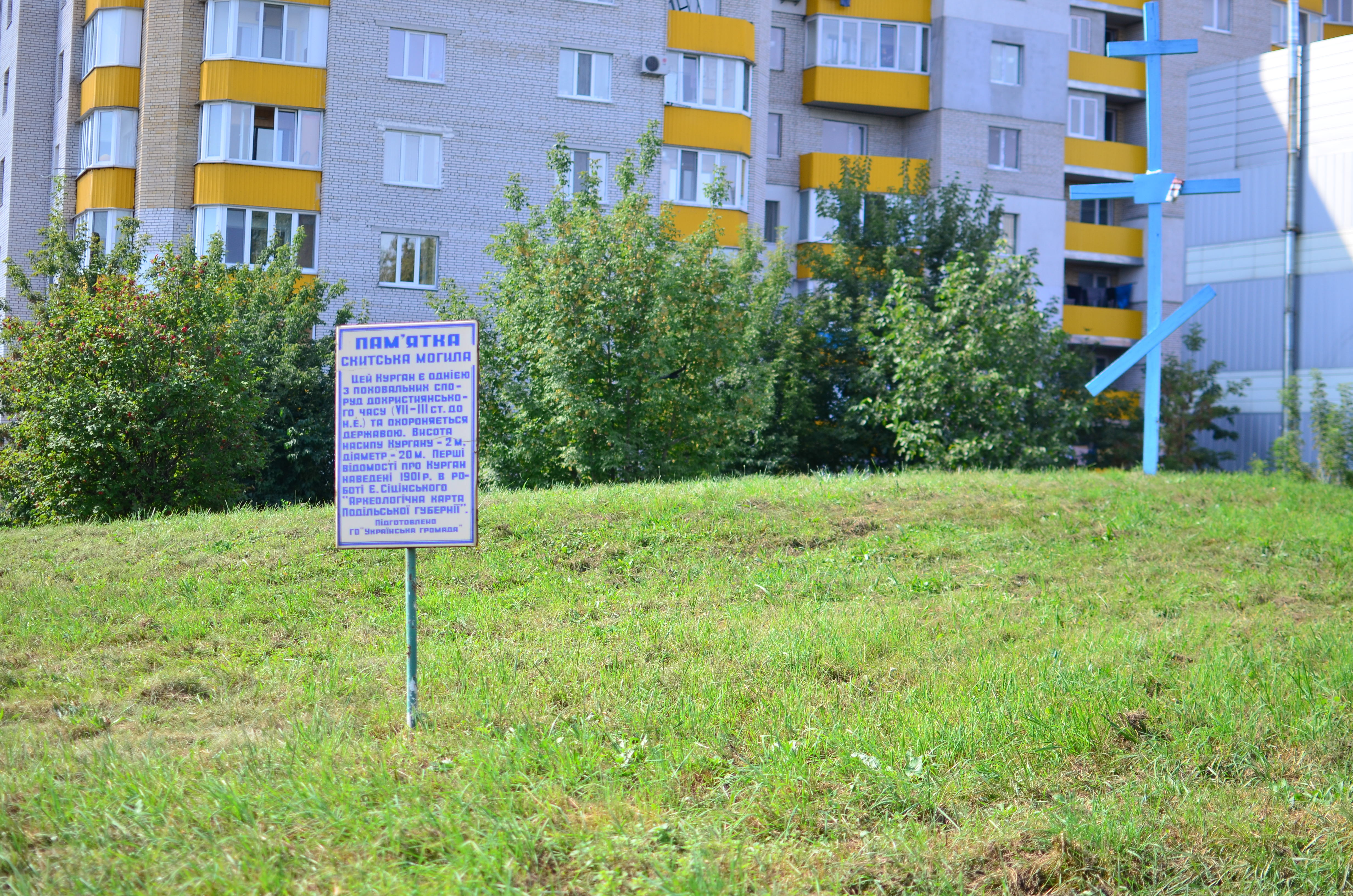
Курган «Скіфська могила»

Відкрито при перетині проспекту Миру та Старокостянтинівського шосе у травні 1983 року (автори — скульптор В. Зноба, архітектори В. Громихін, В. Перехрест). Меморіал увічнює славу військових частин, партизанів, підпільників, які звільняли область від німецької окупації.

### Дендропарк «Поділля»
В 1964 році поруч із павільйонами обласної сільськогосподарської виставки, поблизу перехрестя Старокостянтинівського шосе та щойно прокладеного проспекту Миру, на 30-гектарній ділянці закладено дендрологічний парк. В ньому були насаджені сотні видів різноманітних дерев та кущів, саджанці яких завезено з усіх куточків Поділля, а також із ботанічних садів України та Молдови. В 1969 році дендропарк «Поділля» включено до заповідного фонду області та надано статус парку-пам'ятки садово-паркового мистецтва. Нині площа дендропарку — 30,5 га, в ньому нараховується 427 видів дерев і чагарників, більшість яких рідкісних та цінних порід.

## Галерея

Хмельницька телевежа
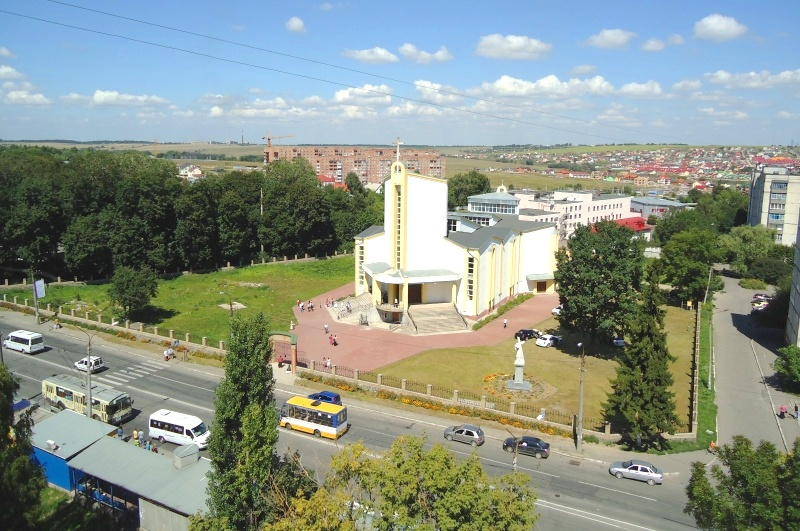
Костел Христа Царя Всесвіту
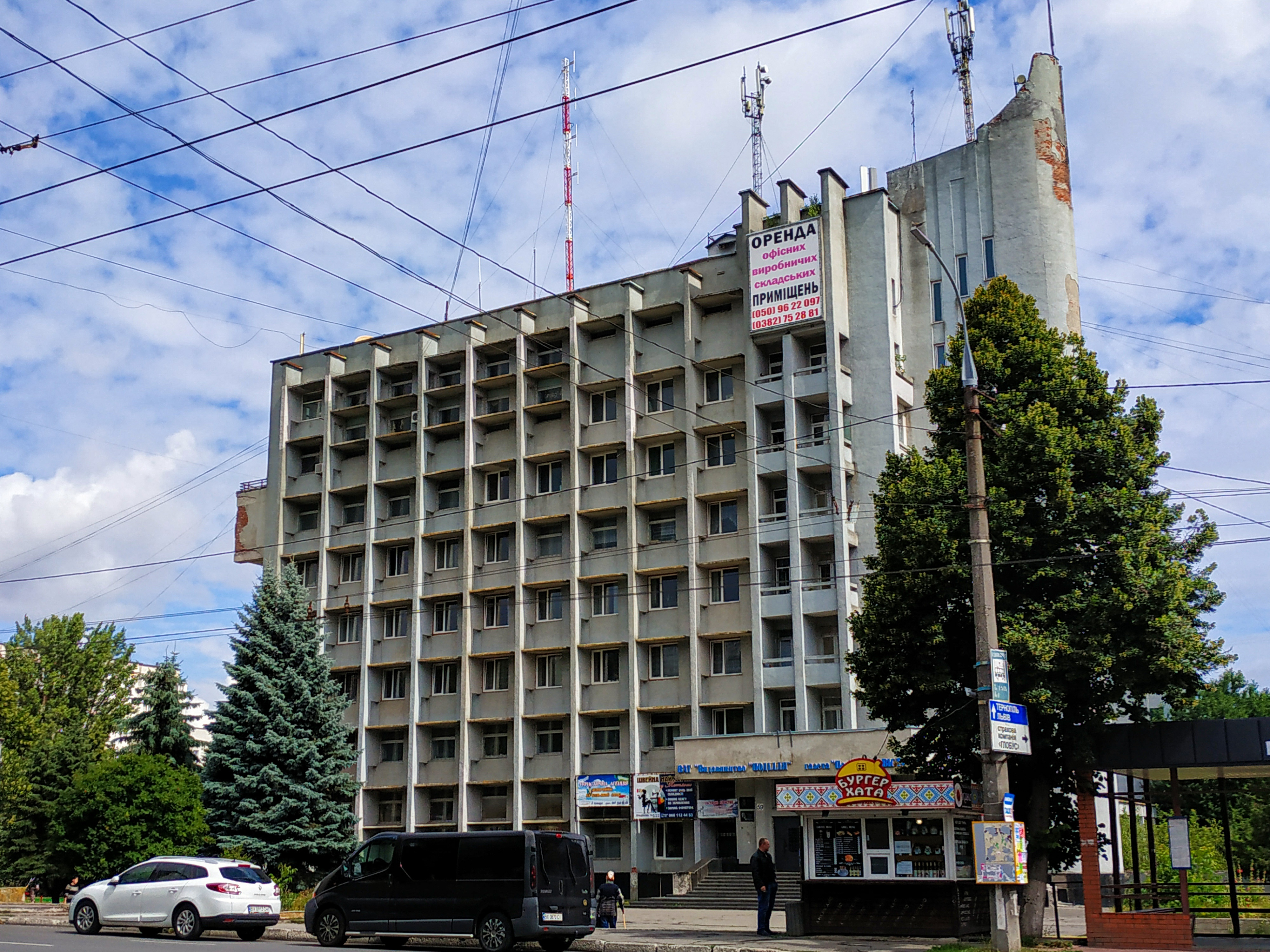
Будинок друку
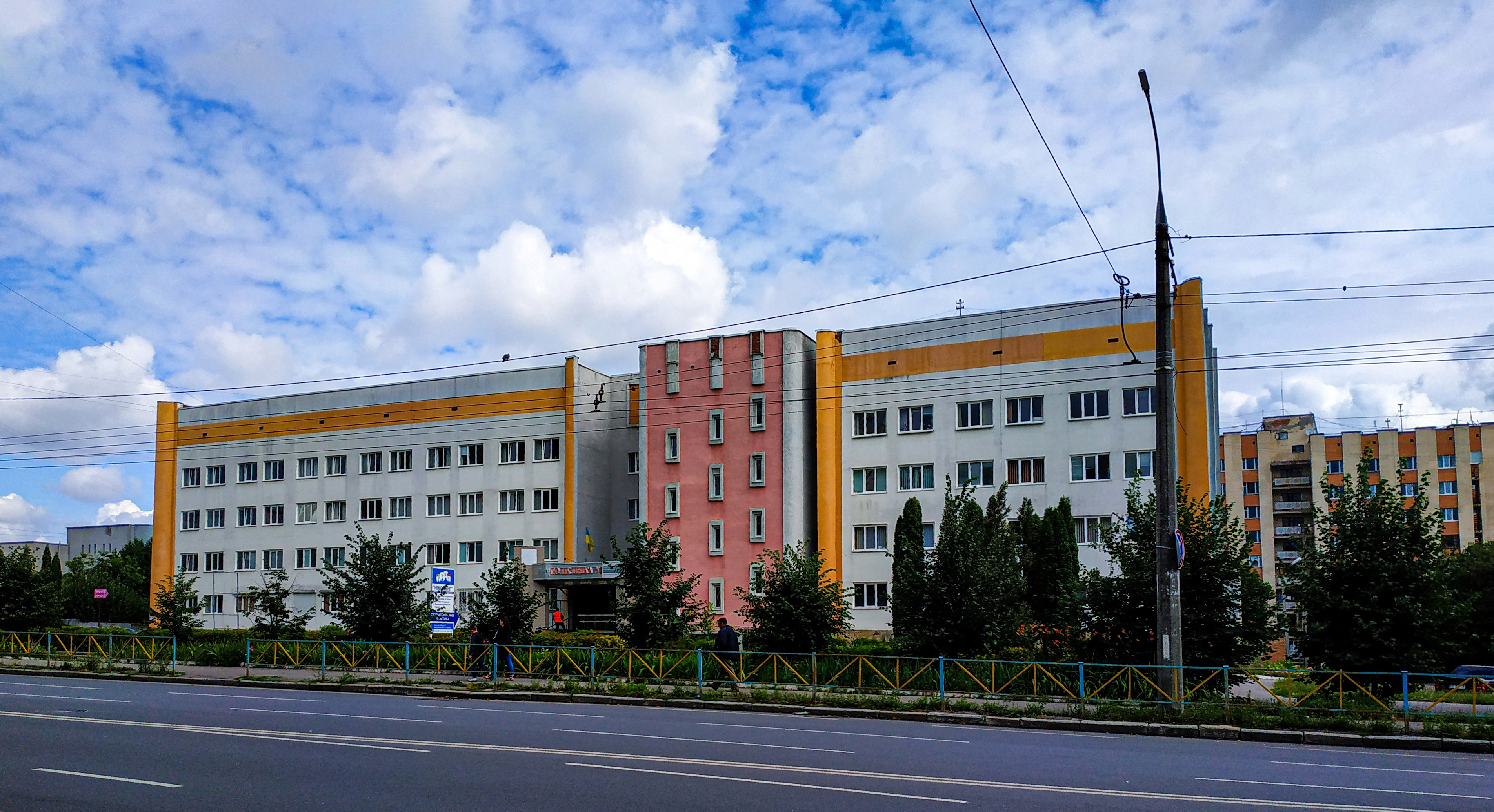
Хмельницька міська поліклініка № 2
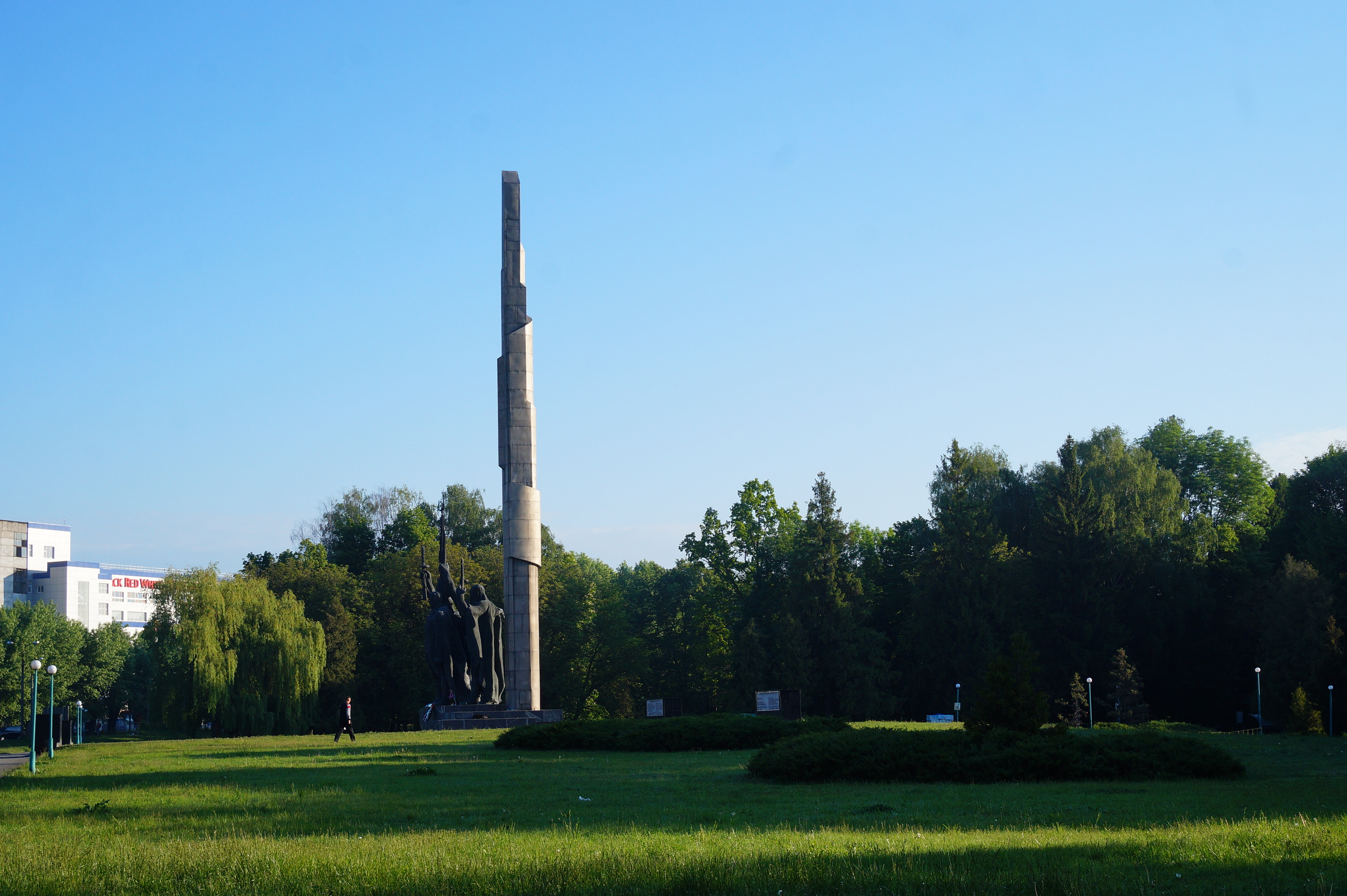
Монумент Вічної Слави
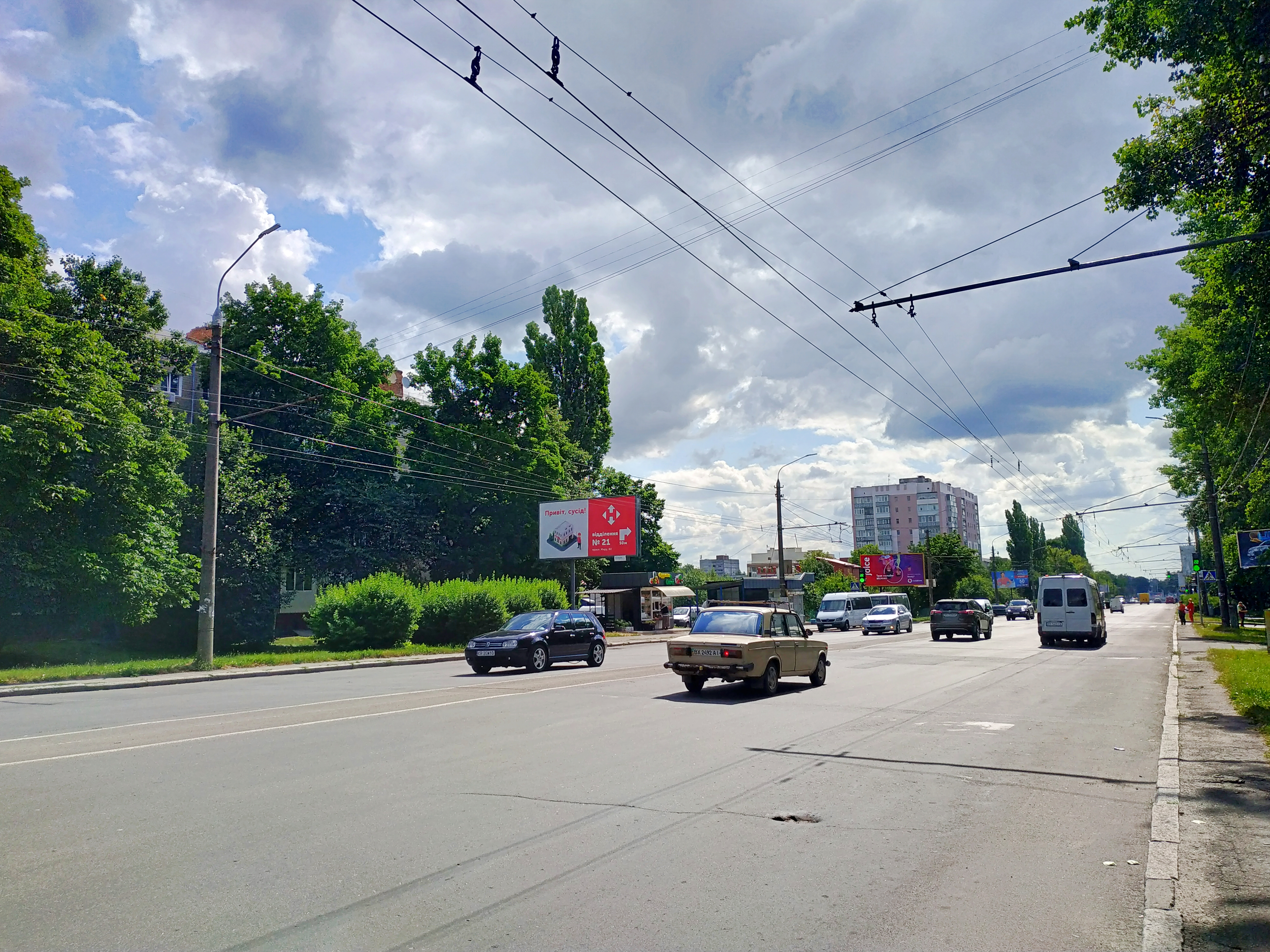
Проспект Миру, вид на схід
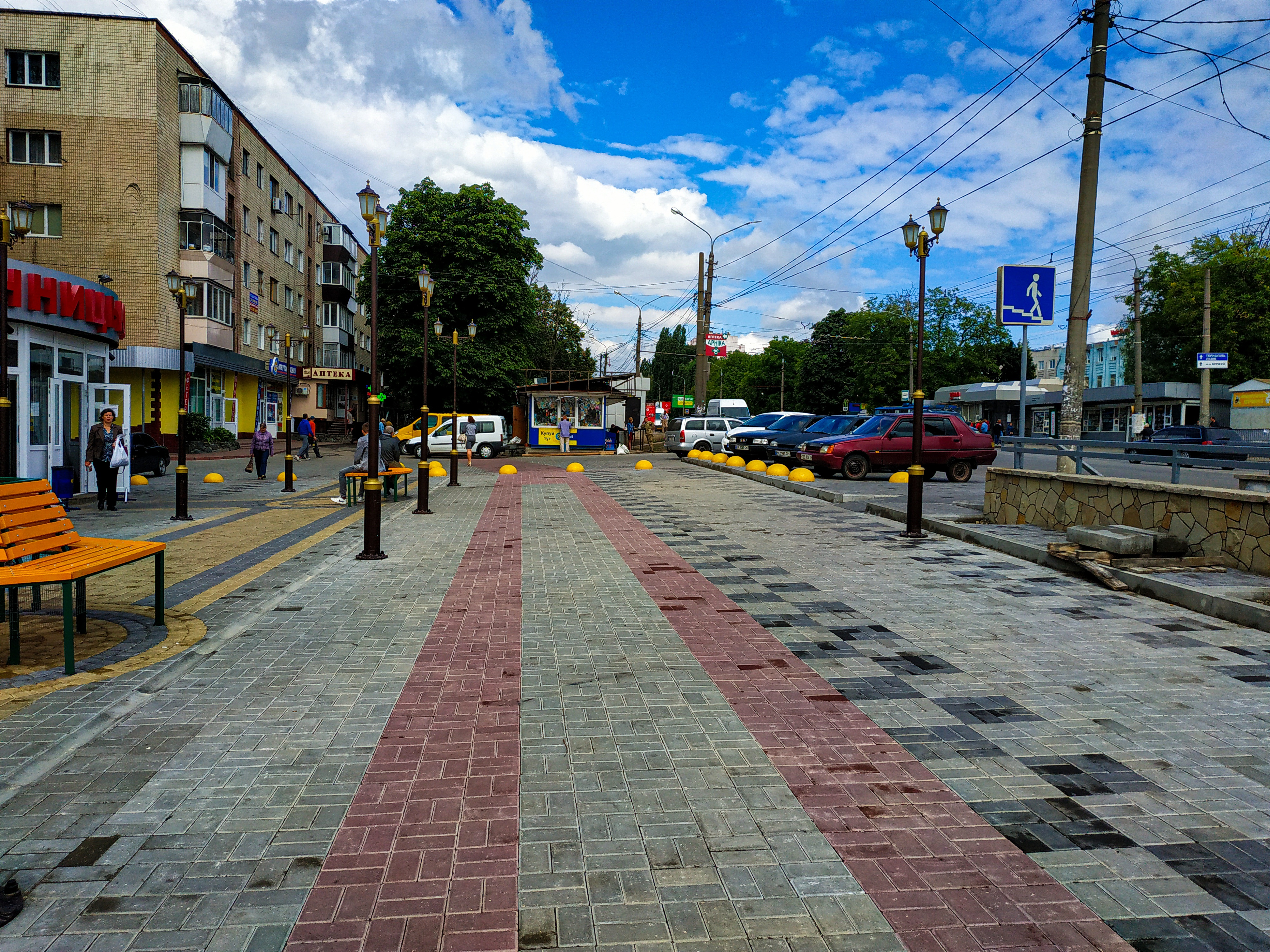
Проспект Миру